# Walter Grootaers
Pour les articles homonymes, voir Grootaërs.
Walter Grootaers, né le 27 janvier 1955 à Soest (Allemagne), est un chanteur, présentateur de télévision et homme politique flamand, chanteur du groupe De Kreuners.

## Biographie
Walter Grootaers forme un couple avec Nicole Plas de la section belge Endemol.

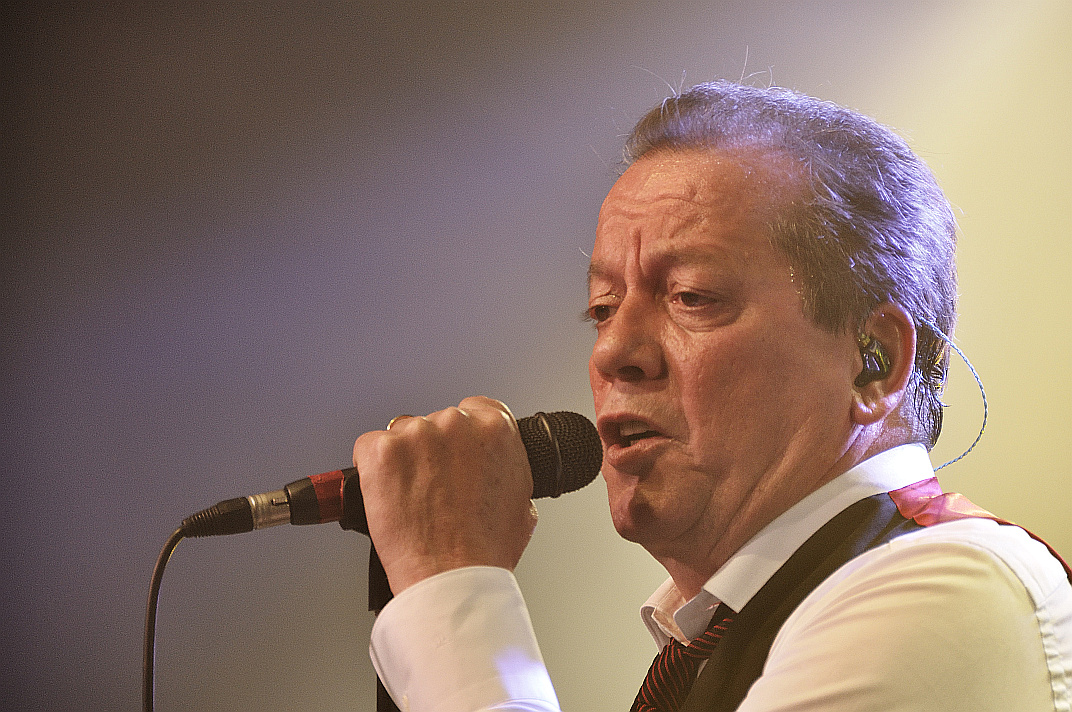
Walter Grootaers en mai 2010